# 2020년 하계 올림픽 사모아 선수단
2020년 하계 올림픽 사모아 선수단은 2021년 일본 도쿄에서 열린 2020년 하계 올림픽에 참가한 올림픽 사모아 선수단이다.
사모아는 2020년 도쿄 하계 올림픽에 출전했다. 원래 2020년 7월 24일부터 8월 9일까지 열릴 예정이었던 올림픽은 코로나19 범유행으로 인해 2021년 7월 23일부터 8월 8일로 연기되었다. 이는 사모아가 하계 올림픽에 10회 연속 출전한 사건이었으며, 그 중 4차례는 서사모아라는 이름으로 출전했다.
2021년 7월 사모아 정부는 일본 내 코로나19 감염 증가로 인해 사모아에 기반을 둔 선수들의 올림픽 출전을 금지하는 명령을 발표했다. 이는 해외에 기반을 둔 사모아 선수들만이 대회에 출전할 수 있다는 것을 의미했다. 1984년 데뷔 이후 처음으로 사모아 역도 선수 중 누구도 자격을 얻지 못했다.

## 출전 선수
| 종목 | 남자 | 여자 | 전체 |
| ---- | ---- | ---- | ---- |
| 육상 | 1    | 0    | 1    |
| 복싱 | 2    | 0    | 2    |
| 카누 | 2    | 1    | 3    |
| 유도 | 1    | 0    | 1    |
| 요트 | 1    | 0    | 1    |
| 전체 | 7    | 1    | 8    |

## 같이 보기
- 올림픽 사모아 선수단